# Matisyahu
Matisyahu, född Matthew Paul Miller, den 30 juni, 1979 i West Chester, Pennsylvania, USA, är en amerikansk chasidisk-judisk reggae- och rocksångare, singjay och låtskrivare. Hans album Youth från 2006 har rönt stor framgång i USA där det bland annat tagit sig så högt upp som till fjärdeplatsen på Billboardlistan. Spår 3 på albumet Light från 2009, One Day, blev en ny hit för Matisyahu. 
2012 släppte Matisyahu albumet Spark Seeker med den stora hiten "Sun shine". Låtarna One Day och Sunshine har slagit igenom stort digitalt på YouTube och även bl.a. på Spotify med vardera 21 miljoner uppspelningar, och låten "King Without A Crown" har spelats 50 miljoner gånger.
Matisyahu blandar nutida stilar av reggae, dancehall, rap, beatboxing, och hiphop med mer traditionella sångdisciplinerna som jazzens scatsång och judendomens former för sjungen bön. 2014 släppte Matisyahu albumet Akeda, som skiljer sig något från hans tidigare arbeten, med inslag av symfonisk rock i vissa av låtarna. Matisyahu själv beskrev låtarna som att han i vissa fall "klätt på dem ljud" och allmänt som att "mindre är mer". Akeda låg på iTunes Top 10 en vecka efter skivsläppet.
Scennamnet "Matisyahu" betyder "gåva av Gud".

## Diskografi
- 2004 – Shake Off the Dust...Arise
- 2005 – Live at Stubb's (live)
- 2006 – Youth
- 2006 – Youth (Best Buy Version)
- 2006 – No Place to Be
- 2008 – Shattered (EP)
- 2009 – Light
- 2010 – Miracle - Single
- 2012 – Spark Seeker (Album)
- 2014 – Akeda (Album)